# Sudeti
I Sudeti (in tedesco: Sudeten; in ceco: Krkonošsko-jesenická subprovincie o Sudety; in polacco: Sudety) sono un sistema montuoso al confine tra la Germania (Sassonia), la Polonia (Slesia) e la Repubblica Ceca (Boemia, Moravia e Slesia). Poiché il nome, nel periodo compreso fra le due guerre mondiali, designò con un buon grado di approssimazione l'intera area tedescofona all'interno di Boemia e Moravia, con questa denominazione si definiscono talvolta le popolazioni tedesche ivi insediate fino alla seconda guerra mondiale (Sudetendeutsche o Tedeschi dei Sudeti).
La catena dei Sudeti comprende in particolare i Monti dei Giganti (in tedesco: Riesengebirge, in ceco: Krkonoše, in polacco: Karkonosze), i quali raggiungono un'altezza di 1602 m s.l.m. con il monte Sněžka. I Sudeti rappresentano la parte più elevata dell'imponente Massiccio Boemo.
I Sudeti sono un importante spartiacque tra il bacino dell'Elba, dell'Oder e della Morava, fiumi che confluiscono rispettivamente nel Mare del Nord, nel Mar Baltico e, dopo l'immissione nel Danubio nei pressi di Bratislava, nel Mar Nero.

## Suddivisioni

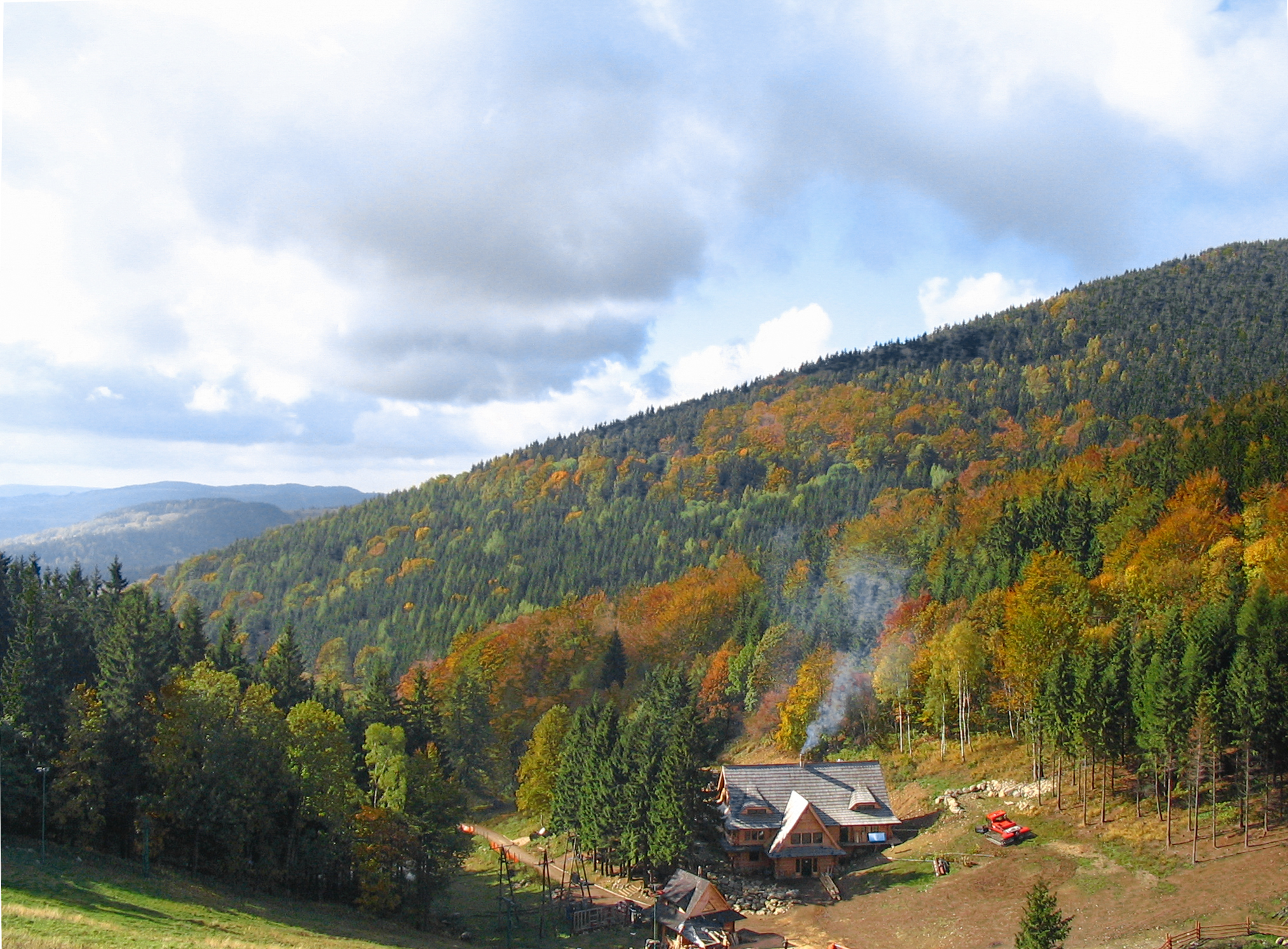
Veduta dal rifugio Zygmuntówka, nei Monti del Gufo.

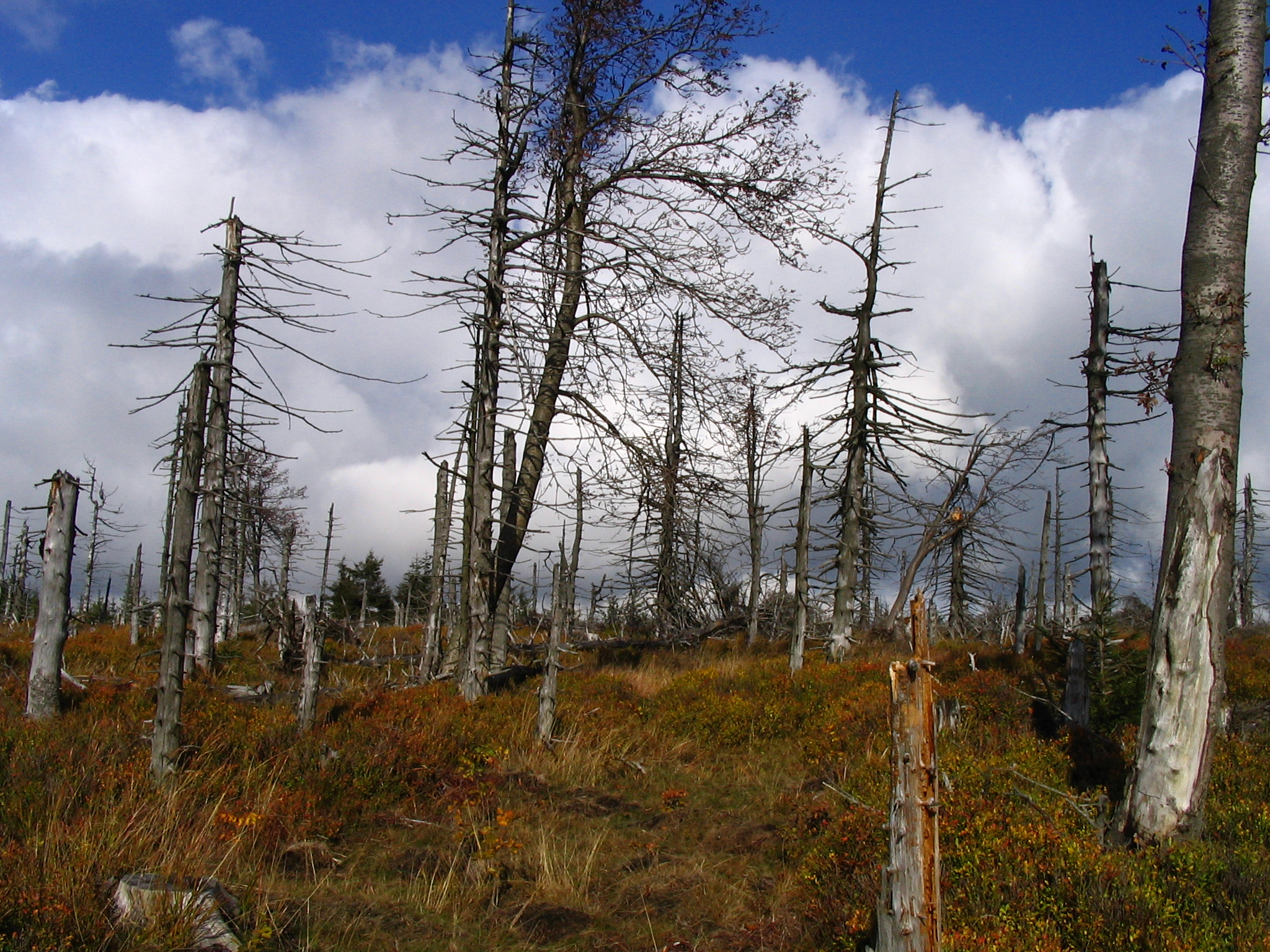
Foresta distrutta sulla cima della Wielka Sowa.

I Sudeti si dividono tradizionalmente in:
- Sudeti Orientali
  - Monti Dorati
  - Hrubý Jeseník (Alti Monti dei Frassini e Bassi Monti dei Frassini)
  - Monti Opawskie
  - Monti Śnieżnik

- Sudeti Centrali
  - Monti Bardzkie
  - Monti Bystrzyckie
  - Monti Orlické
  - Monti del Gufo
  - Monti di Pietra
  - Monti Tavola

- Sudeti Occidentali
  - Dorsale Ještěd-Kozimmi
  - Monti Iser
  - Monti Kaczawskie
  - Monti dei Giganti
  - Monti lusaziani
  - Rudawy Janowickie
  - Altopiani lusaziani

- Sudeten Foreland